# Djair
Djair, właśc. Djair Kaye de Brito (ur. 21 września 1971 w Rio de Janeiro) – piłkarz brazylijski, występujący podczas kariery na pozycji prawego obrońcy.

## Kariera klubowa
Djair karierę piłkarską rozpoczął w klubie Botafogo FR w 1989. W Botafogo 26 sierpnia 1990 w przegranym 0–1 meczu z São José EC Djair zadebiutował w lidze brazylijskiej. Z Botafogo zdobył mistrzostwo stanu Rio de Janeiro – Campeonato Carioca w 1990. Na początku 1991 wyjechał do szwajcarskiego FC Sankt Gallen, z którego szybko przeszedł do S.S. Lazio. Nie mogąc się przebić do składu Lazio powrócił do Brazylii i został zawodnikiem SC Internacional.
W latach 1994–1996 występował w klubach z Rio: Fluminense FC i CR Flamengo. Oboma klubami wygrał ligę stanową w 1995 (z Fluminense) i 1996 (z Flamengo). Po grze w São Paulo FC Djair powrócił do Botafogo, z którym zdobył swoje czwarte mistrzostwo stanu w 1997. W opuścił Rio i został zawodnikiem Cruzeiro EC. Z Cruzeiro zdobył mistrzostwo stanu Minas Gerais – Campeonato Mineiro oraz Recopa Sudamericana w 1998. W 2000 Djair występował w Corinthians Paulista, a w latach 2001–2002 w Atlético Mineiro.
W 2003 ponownie został zawodnikiem Fluminense FC. We Fluminense 24 sierpnia 2003 w przegranym 0–3 meczu z Paraná Clube Djair po raz ostatni wystąpił w lidze brazylijskiej. Ogółem w latach 1990–2003 w lidze brazylijskiej wystąpił w 164 meczach, w których strzelił 18 bramek. Potem występował jeszcze m.in. w Madureirze, katarskim Al-Kharitiyath SC, Bangu AC i Duque de Caxias FC, w którym zakończył karierę w 2008.

## Kariera reprezentacyjna
Djair w reprezentacji Brazylii zadebiutował 5 czerwca 1999 w zremisowanym 2–2 towarzyskim meczu z reprezentacją Holandii.
Drugi i ostatni raz w reprezentacji Djair wystąpił cztery dni później w wygranym 3–1 towarzyskim meczu z tym samym przeciwnikiem.
| Mecze i gole w reprezentacji | Mecze i gole w reprezentacji | Mecze i gole w reprezentacji | Mecze i gole w reprezentacji | Mecze i gole w reprezentacji | Mecze i gole w reprezentacji | Mecze i gole w reprezentacji |
| #                            | Data                         | Miasto                       | Przeciwnik                   | Gol                          | Wynik                        | Rozgrywki                    |
| ---------------------------- | ---------------------------- | ---------------------------- | ---------------------------- | ---------------------------- | ---------------------------- | ---------------------------- |
| 1.                           | 05.06.1999                   | Salvador                     | Holandia                     |                              | 2:2                          | towarzyski                   |
| 2.                           | 09.06.1999                   | Goiânia                      | Holandia                     |                              | 3:1                          | towarzyski                   |